# Stony Creek Indian Reserve 1
Stony Creek Indian Reserve 1 är ett reservat i Kanada.   Det ligger i provinsen British Columbia, i den centrala delen av landet, 3 500 km väster om huvudstaden Ottawa. Stony Creek Indian Reserve 1 ligger vid sjön Tachick Lake.
I omgivningarna runt Stony Creek Indian Reserve 1 växer i huvudsak barrskog. Trakten runt Stony Creek Indian Reserve 1 är nära nog obefolkad, med mindre än två invånare per kvadratkilometer.